# Qualificazioni al campionato mondiale di calcio 2018 - AFC - terzo round - girone A

## Classifica
| Squadra       | Pt | G  | V | N | P | GF | GS | DR |
| ------------- | -- | -- | - | - | - | -- | -- | -- |
| Iran          | 22 | 10 | 6 | 4 | 0 | 10 | 2  | +8 |
| Corea del Sud | 15 | 10 | 4 | 3 | 3 | 11 | 10 | +1 |
| Siria         | 13 | 10 | 3 | 4 | 3 | 9  | 8  | +1 |
| Uzbekistan    | 13 | 10 | 4 | 1 | 5 | 6  | 7  | -1 |
| Cina          | 12 | 10 | 3 | 3 | 4 | 8  | 10 | -2 |
| Qatar         | 7  | 10 | 2 | 1 | 7 | 8  | 15 | -7 |

## Risultati

### 1ª giornata
| Arbitro: | Mohammed Abdulla Hassan Mohamed |

|                                                          |           |                           |
| Zheng Zhi 21’ (aut.) Lee Chung-Yong 63’ Koo Ja-Cheol 66’ | Marcatori | 74’ Yu Hai 77’ Hao Junmin |

| Arbitro: | Ryuji Sato |

|              |           |  |
| Geynrikh 73’ | Marcatori |  |

| Arbitro: | Hettikamkanamge Perera |

|                                        |           |  |
| Ghoochannejhad 90+4’ Jahanbakhsh 90+6’ | Marcatori |  |

### 2ª giornata
| Shenyang 6 settembre 2016, ore 19:35 UTC+8 | Cina            | 0 – 0 referto | Iran | Shenyang Olympic Sports Center Stadium (35 776 spett.)\| Arbitro: \| Adham Makhadmeh \| |
| Arbitro:                                   | Adham Makhadmeh |               |      |                                                                                         |

| Seremban 6 settembre 2016, ore 20:00 UTC+8 | Siria       | 0 – 0 referto | Corea del Sud | Tuanku Abdul Rahman Stadium (4 350 spett.)\| Arbitro: \| Chris Beath \| |
| Arbitro:                                   | Chris Beath |               |               |                                                                         |

| Arbitro: | Ali Abdulnabi |

|  |           |             |
|  | Marcatori | 86’ Krimets |

### 3ª giornata
| Arbitro: | Mohd Amirul Izwan Yaacob |

|                                                     |           |                                |
| Ki Sung-Yueng 11’ Ji Dong-Won 56’ Son Heung-Min 58’ | Marcatori | 16’ (rig.) Al Haidos 45’ Soria |

| Arbitro: | Muhammad Taqi |

|  |           |              |
|  | Marcatori | 54’ Al-Mawas |

| Arbitro: | Ben Williams |

|  |           |              |
|  | Marcatori | 27’ Hosseini |

### 4ª giornata
| Arbitro: | Hettikamkanamge Perera |

|                          |           |  |
| Bikmaev 50’ Shukurov 85’ | Marcatori |  |

| Arbitro: | Ryuji Sato |

|            |           |  |
| Azmoun 25’ | Marcatori |  |

| Arbitro: | Ahmed Al-Kaf |

|                      |           |  |
| Al Haidos 37’ (rig.) | Marcatori |  |

### 5ª giornata
| Arbitro: | Fahad Al-Mirdasi |

|                                  |           |             |
| Nam Tae-Hee 67’ Koo Ja-Cheol 85’ | Marcatori | 25’ Bikmaev |

| Kunming 15 novembre 2016, ore 19:35 UTC+8 | Cina                       | 0 – 0 referto | Qatar | Tuodong Stadium (32 763 spett.)\| Arbitro: \| Mohanad Qasim Eesee Sarray \| |
| Arbitro:                                  | Mohanad Qasim Eesee Sarray |               |       |                                                                             |

| Seremban 15 novembre 2016, ore 20:45 UTC+8 | Siria     | 0 – 0 referto | Iran | Tuanku Abdul Rahman Stadium (4 560 spett.)\| Arbitro: \| Ali Sabah \| |
| Arbitro:                                   | Ali Sabah |               |      |                                                                       |

### 6ª giornata
| Arbitro: | Peter Green |

|              |           |  |
| Yu Dabao 34’ | Marcatori |  |

| Arbitro: | Mohammed Abdulla Hassan Mohamed |

|                      |           |  |
| Kharbin 90+1’ (rig.) | Marcatori |  |

| Arbitro: | Liu Kwok Man |

|  |           |            |
|  | Marcatori | 52’ Taremi |

### 7ª giornata
| Arbitro: | Adham Makhadmeh |

|                  |           |  |
| Hong Jeong-Ho 4’ | Marcatori |  |

| Arbitro: | Muhammad Taqi |

|            |           |  |
| Taremi 46’ | Marcatori |  |

| Arbitro: | Mohanad Qasim Eesee Sarray |

|             |           |  |
| Ahmedov 65’ | Marcatori |  |

### 8ª giornata
| Arbitro: | Ahmed Al Kaf |

|                       |           |  |
| Azmoun 23’ Taremi 88’ | Marcatori |  |

| Arbitro: | Ammar Al Jeinebi |

|                                    |           |                              |
| Al-Mawas 12’ (rig.) Al Salih 90+3’ | Marcatori | 68’ (rig.) Gao Lin 75’ Wu Xi |

| Arbitro: | Hettikamkanamge Perera |

|                             |           |                                     |
| Al Haidos 25’ 74’ Akram 51’ | Marcatori | 62’ Ki Sung-Yong 70’ Hwang Hee-Chan |

### 9ª giornata
| Arbitro: | Ali Sabah |

|                                |           |               |
| Kharbin 7’, 54’ Al-Mawas 90+5’ | Marcatori | 36’ Assadalla |

| Seul 31 agosto 2017, ore 21:00 UTC+9 | Corea del Sud | 0 – 0 referto | Iran | Seoul World Cup Stadium (60 000 spett.)\| Arbitro: \| Peter Green \| |
| Arbitro:                             | Peter Green   |               |      |                                                                      |

| Arbitro: | Hettikamkanamge Perera |

|                    |           |  |
| Gao Lin 84’ (rig.) | Marcatori |  |

### 10ª giornata
| Tashkent 5 settembre 2017, ore 20:00 UTC+5 | Uzbekistan    | 0 – 0 referto | Corea del Sud | Bunyodkor Stadium (34 000 spett.)\| Arbitro: \| Muhammad Taqi \| |
| Arbitro:                                   | Muhammad Taqi |               |               |                                                                  |

| Arbitro: | Ahmed Al-Kaf |

|          |           |                         |
| Afif 47’ | Marcatori | 74’ Xiao Zhi 83’ Wu Lei |

| Arbitro: | Ryuji Sato |

|                 |           |                               |
| Azmoun 45’, 64’ | Marcatori | 13’ Haj Mohamad 90+3’ Al Soma |

Nota: la Siria gioca le sue partite casalinghe in Malaysia a causa della guerra civile siriana.